# سرنا موتولا
سرنا موتولا (انگلیسی: Serena Motola؛ زادهٔ ۹ اکتبر ۱۹۹۸) بازیگر، و خواننده اهل ژاپن است. وی از سال ۲۰۱۴ میلادی تاکنون مشغول فعالیت بوده‌است.